# Ninsun

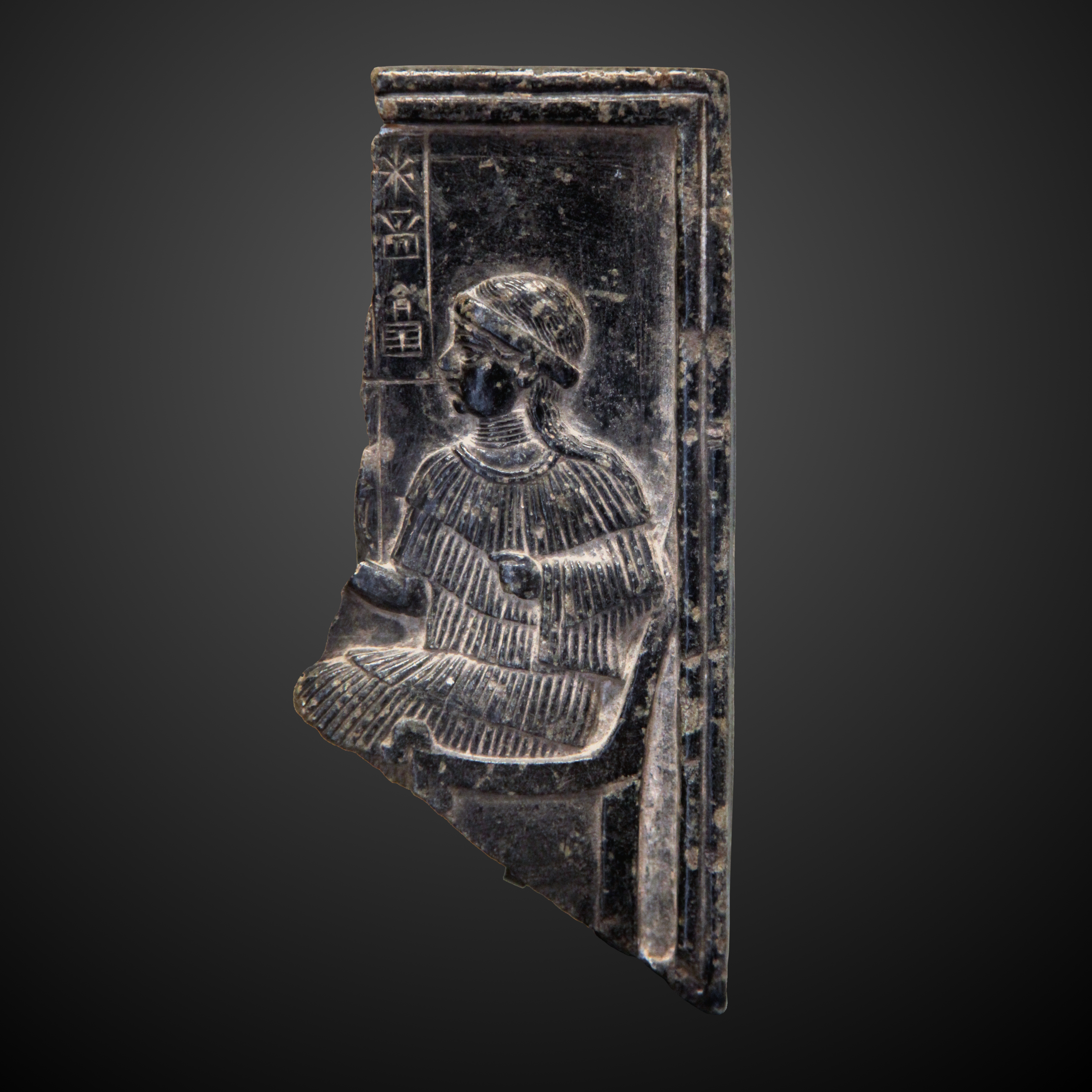
Fragment d'un relief dédié à la déesse Ninsun, période néo-sumérienne, musée du Louvre

Ninsun (ou Ninsuna), dont le nom signifie en sumérien « Dame-bufflesse » est une divinité mineure de la mythologie sumérienne. Il est possible que son culte soit à l'origine associé au bétail sauvage (en référence à sa coiffe munie de cornes). Dans un texte de la période des Dynasties archaïques découvert à Abu Salabikh , Lugalbanda et Ninsun, elle est considérée comme l'épouse du roi déifié de la ville d'Uruk, Lugalbanda,.
L'épithète akkadien rīmatu, « bufflesse », apparaît à plusieurs reprises dans l’Épopée de Gilgamesh,. Dans cette épopée, elle joue principalement un rôle maternel : elle soigne, nourrit et aide son fils Gilgamesh au point même d'en adopter le compagnon Enkidu. Représentée comme un personnage sage, elle est « omnisciente » (mudāt kalāma) et spécialisée dans l'interprétation des rêves (l'oniromancie), fonction souvent exercée par des femmes dans la Mésopotamie ancienne,.
Son culte est rendu à Kullab un quartier d'Uruk.[réf. souhaitée]
Ninsun est également connue pour être la mère du dieu Dumuzi.